# Valea Rusului (okręg Călărași)
Valea Rusului – wieś w Rumunii, w okręgu Călărași, w gminie Lupșanu. W 2011 roku liczyła 69 mieszkańców.